# Manuel Maurício Rebouças
Manuel Maurício Rebouças (Maragogipe, 1799 – Salvador, 19 de maio de 1866) foi um combatente da Guerra da Independência do Brasil, professor da Faculdade de Medicina da Bahia e médico brasileiro.
Filho da escrava liberta natural de Salvador Rita Brasília dos Santos e do alfaiate do norte de Portugal Gaspar Pereira Rebouças, Manuel é natural da cidade de Maragogipe, à época com 5 mil habitantes, para onde seus pais tinham se mudado depois de deixar a capital à procura de oportunidades de ascensão social e econômica no pequeno e novo centro urbano. Manoel Maurício Rebouças, tinha nove irmãos, quatro homens e cinco mulheres, todos concebidos depois de Rita e Gaspar terem se mudado de Salvador.
De família humilde, que conseguiu ascender socialmente, mesmo sendo negros em uma sociedade escravocrata. Foi irmão de José Rebouças, violinista e compositor, formado em regência musical, na Itália; Manuel Maria Rebouças, músico, que se destacou como pedagogo; e também de Antônio Pereira Rebouças, deputado e membro do Conselho de Estado. Foi também tio do abolicionista André Rebouças e do engenheiro Antônio Rebouças Filho.  
Aprendeu latim na infância; muito moço, começou a trabalhar como escrevente em um cartório de notas. Assim como outros familiares, participou ativamente das lutas pela independência do Brasil, na Bahia, como um cidadão exemplar, mostrou-se de um heroísmo extraordinário durante o conflito.
Em junho de 1822, ao romper da guerra de independência, trabalhava como escrevente no cartório da Vila de Cachoeira, onde se voluntariou prontamente como soldado. Fez parte de muitos combates, como o da abordagem de uma canhoneira lusitana, realizado debaixo de fogo vivo e em desesperada luta, nas trevas da noite e terminando ao romper do dia seguinte com a rendição dos marinheiros portugueses e de seu comandante. Incumbiu-se de uma das mais ousadas empreitadas, comandou uma flotilha de frágeis canoas, para apoderar-se de grande quantidade de barris de pólvora guardados em uma das ilhas da Baía de Todos-os-Santos; recebeu ataques de vários navios do inimigo, para por fim, conseguir cumprir o objetivo.
Em janeiro de 1823, foi nomeado escriturário do Conselho Interino em Cachoeira e da Junta Interina, Conciliatória e de Defesa. Tal junta exerceu “enérgica e constante ação política, militar e administrativa”, constituída pelas vilas do Recôncavo, representou um governo de resistência ao de Lisboa (Madeira de Melo), com o apoio do Exército Pacificador sendo uma instituição fundamental para Independência do Brasil na Bahia em 2 de Julho de 1823. Manuel Maurício foi enviado pela mesma junta para conseguir a adesão da vila de Maragogipe à causa da independência. Rebouças passou a servir como escrivão do Comissariado Geral do Exercito Patriótico, até a sua dissolução, com o fim da guerra. Ao final do conflito foi condecorado por bravura com a medalha da campanha da Independência.
Aos 25 anos de idade, em 1824, foi para França, onde passou sete anos e obteve o grau de Bacharel em Ciências e Letras, em seguida graduou-se em Medicina. Fazendo os mais estupendos esforços, porque lhe faltavam os recursos financeiros. Em 1831, colou o grau de doutor em Medicina, pela Universidade de Paris, onde defendeu tese intitulada “Dissertacion sur les inhumations em général”. A tese foi publicada em Salvador, no ano seguinte. Sendo o primeiro estudo de fôlego, publicado no Brasil, a condenar o sepultamento dentro das igrejas (como era de costume). Considerado como o mais completo trabalho de um brasileiro sobre o assunto.
Em sua tese, Manuel Maurício condenava os enterramentos dentro das cidades, especialmente dentro das igrejas. Usando os métodos de investigação da literatura médica francesa da época. Apoiado pelas teses higienistas fundamentadas pela teoria miasmática, segundo a qual a decomposição dos cadáveres produziria gases pestilenciais que atacavam a saúde dos vivos. Conforme Manuel Maurício Rebouças, a população deveria se cuidar através da transferência dos mortos para cemitérios localizados fora do perímetro urbano, em lugares elevados e arejados, cercados de árvores frondosas que ajudassem a limpar o ar, longe de fontes de água potável e fora da rota de ventos que soprassem sobre a cidade. E não no interior dos templos religiosos, como se fazia na época.
Em 1832, ao retornar para o Brasil, por meio de concurso, tornou-se professor catedrático, de Botânica e Zoologia da recém inaugurada Faculdade de Medicina da Bahia. Assim permanecendo até sua aposentadoria, em 1861. Como médico, teve atuação destacada por ocasião das epidemias do Cólera e da Febre Amarela, na década de 1850. Exercendo nesse meio tempo a clínica médica, em Salvador.  
Foi ainda portador de vários títulos, como o de Conselheiro do Imperador Dom Pedro II e de Cavaleiro da Ordem do Cruzeiro, agraciado em 1846. Foi também membro do Instituto Histórico e Geográfico Brasileiro e da Sociedade de Agricultura, Comércio e Indústria da Província da Bahia. Faleceu em 1866, deixou viúva e cinco filhos.

## Obras
Escreveu dentre outras:
- Dissertation sur les inhumations en générale, lours resultats fachenx lorsqu'on les pratique dans les eglises et dans I'enceinte des villes, et des moyens de remédier par les cemitières extra-murs; thése presentée et soutenue à Ia, Faculte de Medécine de Paris. Paris, 1831.
- Dissertação sobre as inhumações em geral, seos desastrosos resultados, quando as praticam nas igrejas, e no recinto das Cidades, e sobre os meios de, à isso, remediar-se, mediante cemitérios extra-muros. Salvador: Typographia do Orgão, 1832.
- Da cholera-morbus. Bahia, 1833.
- Tractado sobre a educação domestica e publica em harmonia com a ordem do desenvolvimento orgânico dos sexos desde a gestação até a emancipação civil e política. Bahia: Typ. de Antonio Olavo da França Guerra, 1859.[26]
- Estudo dos meios mais consentaneos a prevenir nos sertões da Bahia o flagello das seccas e por causa dellas a repetição dos estragos que os devastavam. Bahia, 1860.
- Escreveu também uma volumosa obra médica, hoje desaparecida, cujos originais foram submetidos à apreciação do Dr. Francisco Paula Cândido, seu colega, que levou os manuscritos para França, com o propósito de imprimir, porém, foi perdida com a morte do médico em Paris, no ano de 1864.[25]